# Григорьев, Валентин Александрович
Валенти́н Алекса́ндрович Григо́рьев (14 октября 1929, село Стрельцы, ныне Тульская область — 17 марта 1995, Москва) — советский и российский учёный-теплофизик, деятель высшей школы. Доктор технических наук (1971), профессор (1972), член-корреспондент АН СССР (1981). Ректор Московского энергетического института (МЭИ) в 1976—1985 годах; заведующий Отделом науки и учебных заведений ЦК КПСС в 1986—1988 годах.

## Биография
Валентин Александрович Григорьев родился 14 октября 1929 года в селе Стрельцы Алексинского района (тогда входил в состав Московской области, с 1937 года — в Тульской области). В 1947 году с серебряной медалью окончил среднюю школу в Подольске и поступил на теплоэнергетический факультет (ТЭФ) Московского энергетического института. В 1953 году окончил МЭИ и поступил в аспирантуру на только что выделившемся (в сентябре 1953 года) из состава ТЭФ факультете промышленной теплоэнергетики (ПТЭФ).
Окончив аспирантуру, В. А. Григорьев остался в институте и вёл преподавательскую и научно-исследовательскую работу на кафедре сушильных и теплообменных установок (кафедра СТУ; в 1971 году переименована в кафедру тепломассообменных процессов и систем кондиционирования — ТПСК, а в 1979 году — в кафедру тепломассообменных процессов и установок, ТМПУ) ПТЭФ. В 1958 году он защитил диссертацию на соискание учёной степени кандидата технических наук (тема диссертации — «Экспериментальное исследование некоторых высокотемпературных кремнийорганических теплоносителей»).
В 1965 году, будучи доцентом, В. А. Григорьев становится на ПТЭФ исполняющим обязанности декана, но деканом так и не стал: в 1966 году его пригласили в ЦК КПСС на должность инструктора Отдела науки и учебных заведений. Там Григорьев работал до 1972 года, продолжая одновременно вести научную работу в МЭИ. В это время его заинтересовали процессы тепло- и массообмена, происходящие при кипении криогенных жидкостей. Ещё в 1964 году он создал и возглавил на кафедре СТУ научную группу, занимавшуюся изучением таких процессов в различных условиях (при свободном объёме, в капиллярах и каналах, а также в тонких плёнках, возникающих при орошении поверхности нагрева жидкостью из форсунки); материалы проведённых исследований легли в основу диссертации на соискание учёной степени доктора технических наук, которую В. А. Григорьев защитил в 1971 году.
В 1972 году Григорьева по просьбе Минвуза СССР направляют в МЭИ на должность проректора по учебной работе. В этом же году его утверждают в учёном звании профессора.
В 1975 году на ПТЭФ на базе научных групп профессоров В. М. Бродянского, В. А. Григорьева и Д. А. Лабунцова была создана новая кафедра криогенной техники (ныне — кафедра низких температур), на которую перешла часть сотрудников кафедр тепломассообменных процессов и систем кондиционирования (ТПСК) и промышленных теплоэнергетических и криогенных систем (ПТКС). Первым заведующим этой кафедрой стал Д. А. Лабунцов, а с 1977 по 1985 годы её возглавлял В. А. Григорьев.
В начале 1976 года в высоких инстанциях был поставлен вопрос о смене ректора МЭИ (которым с января 1952 года был М. Г. Чиликин, успешно руководивший институтом на протяжении 24 лет). Данный вопрос был обусловлен скорее личностными, чем деловыми моментами, причём на пост нового ректора «наверху» предложили учёного, который не имел никакого отношения к институту. Тогда Чиликин, заручившись активной поддержкой парткома МЭИ, предложил на должность ректора кандидатуру первого проректора Григорьева. В результате в феврале 1976 года В. А. Григорьев был утверждён на должность ректора Московского энергетического института.
В. А. Григорьев занимал данную должность в течение 9 лет, и это время стало периодом дальнейшего динамичного развития МЭИ. Стиль руководства нового ректора был жёстким, и далеко не всех такой стиль устраивал, однако авторитет Григорьева и репутация порядочного человека были несомненны. Большое внимание Григорьев уделял развитию учебно-лабораторной и научной базы МЭИ, улучшению условий труда, быта и отдыха студентов и сотрудников. 9 июля 1980 года МЭИ «за успехи в деле подготовки высококвалифицированных инженерно-технических и научных кадров» был награждён орденом Октябрьской Революции, что означало высокую оценку труда коллектива института.
На возглавляемой В. А. Григорьевым кафедре криогенной техники (которая в 1976 году вошла в состав новообразованного энергофизического факультета — ЭФФ)) за короткий срок была решена задача организации учебного процесса для подготовки инженеров широкого профиля по новой (образована в 1973 году) специальности «Криогенная техника», создан первый в СССР вузовский криогенный центр. В конце 1970-х годов формируется и научная школа Григорьева, занимающаяся исследования процессов кипения криогенных жидкостей. Созданная несколько позже при кафедре научно-исследовательская лаборатория криофизических исследований и метрологии сверхпроводников стала ядром координационного совета МЭИ по криогенике, который был возглавлен В. А. Григорьевым и объединил усилия подразделений института, занимавшихся исследованиями по криофизике и проблемам сверхпроводимости. В начале 1980-х годов Григорьев принял деятельное участие в развернувшихся на кафедре криогенной техники исследованиях методов получения систем монодисперсных частиц и процессов переноса в них (научное направление, в определённом смысле предвосхитившее нанотехнологии, которые обрели популярность в начале XXI века).
29 декабря 1981 года был избран членом-корреспондентом АН СССР (с 1991 года — РАН) по Отделению физико-технических проблем энергетики.
В 1985 году В. А. Григорьева вновь пригласили на работу в ЦК КПСС, и он оставил должности ректора МЭИ и заведующего кафедрой криогенной техники (продолжая вести на ней научную работу). Он стал заместителем заведующего Отделом науки и учебных заведений ЦК КПСС, а с 1986 года по октябрь 1988 года был заведующим этим отделом.
Вернувшись в 1989 году из ЦК КПСС на работу в МЭИ, В. А. Григорьев стал научным руководителем Научно-технического инновационного центра энергосберегающих технологий и техники (НТИЦ ЭТТ). Проблемы энергосбережения интересовали его и раньше, но последние годы своей жизни он полностью посвятил данной проблематике.
В. А. Григорьев уделял много времени активной научно-организаторской и общественной работе: был депутатом Моссовета, заместителем председателя Совета ректоров города Москвы, членом Высшей аттестационной комиссии при Совмине СССР, членом Президиума ЦК профсоюзов работников просвещения, высшей школы и научных учреждений, членом Советского национального комитета Международного института холода, членом редколлегии издательства «Энергия».
Скончался 17 марта 1995 года в Москве. Похоронен на кладбище в Подольске — городе, в котором жил многие годы.

## Научная деятельность
Научные труды В. А. Григорьева посвящены различным вопросам физики низких температур, криогеники, проблемам энергосбережения. Он выполнил цикл теоретических и экспериментальных исследований процессов тепло- и массообмена, происходящих при фазовых превращениях криогенных жидкостей, выявив при этом качественно новые закономерности процесса кипения таких жидкостей в большом объёме (связанные, в частности, с существенным влиянием на теплоотдачу толщины греющей стенки и теплофизических свойств её материала). Заслуженной оценкой результатов, полученных им при изучении кипения криогенных жидкостей, стало присуждение В. А. Григорьеву и его ученикам — Е. В. Аметистову и Ю. М. Павлову — Государственной премии СССР в области науки и техники в 1985 году.
В круг научных исследований В. А. Григорьева входили также физическое и математическое моделирование процессов, которыми сопровождалось появление активных зон в обмотках сверхпроводящих устройств, разработка ключевых вопросов нового перспективного научно-технического направления «физика и техника монодисперсных систем».

## Семья
У В. А. Григорьева было двое сыновей: Александр и Алексей.

## Награды и премии
- Орден Октябрьской Революции[17]
- Орден Трудового Красного Знамени[17]
- Государственная премия СССР (1985)[16][23]
- Почётное звание «Заслуженный деятель науки и техники РСФСР» (1979)[17]

## Публикации
- Григорьев В. А., Павлов Ю. М., Аметистов Е. В. Кипение криогенных жидкостей / Под ред. Д. А. Лабунцова. — М.: Энергия, 1977. — 289 с.
- Григорьев В. А., Аметистов Е. В. Расчёт и проектирование сосудов для конденсированных криоагентов / Под ред. Ю. М. Павлова. — М.: МЭИ, 1979. — 79 с.
- Григорьев В. А., Павлов Ю. М., Клименко А. В. Физические основы получения криотемператур / Под ред. В. М. Бродянского. — М.: МЭИ, 1979. — 73 с.
- Григорьев В. А., Крохин Ю. И. . Тепло- и массообменные аппараты криогенной техники. — М.: Энергоиздат, 1982. — 312 с.
- Аметистов Е. В., Григорьев В. А., Емцев Б. Т. и др. Тепло- и массообмен. Теплотехнический эксперимент: Справочник / Под общ. ред. В. А. Григорьева и В. М. Зорина. — М.: Энергоиздат, 1982. — 512 с. — (Теплоэнергетика и теплотехника).
- Григорьев В. А. Особенности сверхтекучего гелия / Под ред. А. К. Городова. — М.: МЭИ, 1985. — 52 с.